# New York Jets 1981
La stagione 1981 dei New York Jets è stata la 12ª della franchigia nella National Football League, la 22ª complessiva.  La squadra veniva da un record di 4-12 e iniziò la stagione perdendo tutte le prime tre gare, in un periodo segnato dalla controversia su chi dovesse essere il quarterback titolare, dalla lite tra il quarterback Richard Todd e il giornalista sportivo Steve Serby e voci sul possibile licenziamento del capo-allenatore Walt Michaels. Sorprendentemente però il club si riprese ed ebbe un record di 10-2-1 nelle restanti gare della stagione, qualificandosi per i playoff per la prima volta dal 1969. Nel primo turno i Jets furono eliminati perdendo contro i Buffalo Bills per 31–27.

## Scelte nel Draft 1981
| Scelte dei Jets nel Draft 1981 | Scelte dei Jets nel Draft 1981 | Scelte dei Jets nel Draft 1981 | Scelte dei Jets nel Draft 1981 | Scelte dei Jets nel Draft 1981 |
| Giro                           | Scelta                         | Giocatore                      | Ruolo                          | College                        |
| ------------------------------ | ------------------------------ | ------------------------------ | ------------------------------ | ------------------------------ |
| 1                              | 3                              | Freeman McNeil                 | RB                             | UCLA                           |
| 2                              | 30                             | Marion Barber                  | RB                             | Minnesota                      |
| 3                              | 60                             | Ben Rudolph                    | DT                             | Long Beach St.                 |
| 4                              | 86                             | Al Washington                  | LB                             | Ohio St.                       |
| 5                              | 113                            | Tyrone Keys                    | DE                             | Mississippi St.                |
| 6                              | 142                            | John Woodring                  | LB                             | Brown                          |
| 7                              | 169                            | Kenny Neil                     | DE                             | Iowa St.                       |
| 8                              | 195                            | Lloyd Jones                    | WR                             | BYU                            |
| 8                              | 213                            | J.C. Watts                     | DB                             | Oklahoma                       |
| 9                              | 225                            | Admiral Dewey Larry            | DB                             | UNLV                           |
| 10                             | 251                            | Marty Wetzel                   | LB                             | Tulane                         |
| 11                             | 278                            | Ed Gall                        | DT                             | Maryland                       |
| 12                             | 308                            | Mike Moeller                   | T                              | Drake                          |

## Calendario
| Stagione regolare | Stagione regolare       | Stagione regolare | Stagione regolare           |
| Turno             | Avversario              | Risultato         | Stadio                      |
| ----------------- | ----------------------- | ----------------- | --------------------------- |
| 1                 | at Buffalo Bills        | S 31–0            | Rich Stadium                |
| 2                 | Cincinnati Bengals      | S 31–30           | Shea Stadium                |
| 3                 | at Pittsburgh Steelers  | S 38–10           | Three Rivers Stadium        |
| 4                 | Houston Oilers          | V 33–17           | Shea Stadium                |
| 5                 | at Miami Dolphins       | P 28–28           | Miami Orange Bowl           |
| 6                 | New England Patriots    | V 28–24           | Shea Stadium                |
| 7                 | Buffalo Bills           | V 33–14           | Shea Stadium                |
| 8                 | Seattle Seahawks        | S 19–3            | Shea Stadium                |
| 9                 | at New York Giants      | V 26–7            | Giants Stadium              |
| 10                | at Baltimore Colts      | V 41–14           | Memorial Stadium            |
| 11                | at New England Patriots | V 17–6            | Schaefer Stadium            |
| 12                | Miami Dolphins          | V 16–15           | Shea Stadium                |
| 13                | Baltimore Colts         | V 25–0            | Shea Stadium                |
| 14                | at Seattle Seahawks     | S 27–23           | Kingdome                    |
| 15                | at Cleveland Browns     | V 14–13           | Cleveland Municipal Stadium |
| 16                | Green Bay Packers       | V 28–3            | Shea Stadium                |

### Playoff

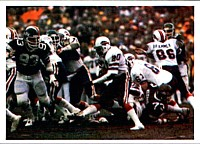
I Jets contro Bills nei playoff 1981

| Stagione regolare | Stagione regolare | Stagione regolare | Stagione regolare | Stagione regolare |
| Turno             | Data              | Avversario        | Risultato         | Stadio            |
| ----------------- | ----------------- | ----------------- | ----------------- | ----------------- |
| Wildcard          | 27 dicembre 1981  | Buffalo Bills     | S 31–27           | Shea Stadium      |

## Classifiche
| AFC East             | AFC East | AFC East | AFC East | AFC East | AFC East | AFC East | AFC East | AFC East | AFC East |
|                      | V        | S        | P        | %        | DIV      | CONF     | PF       | PA       | STR      |
| -------------------- | -------- | -------- | -------- | -------- | -------- | -------- | -------- | -------- | -------- |
| Miami Dolphins(2)    | 11       | 4        | 1        | .719     | 5–2–1    | 8–3–1    | 345      | 275      | V4       |
| New York Jets(4)     | 10       | 5        | 1        | .656     | 6–1–1    | 8–5–1    | 355      | 287      | V2       |
| Buffalo Bills(5)     | 10       | 6        | 0        | .625     | 6–2      | 9–3      | 311      | 276      | S1       |
| Baltimore Colts      | 2        | 14       | 0        | .125     | 2–6      | 2–10     | 259      | 533      | V1       |
| New England Patriots | 2        | 14       | 0        | .125     | 0–8      | 2–10     | 322      | 370      | S9       |